# Syndicat interdépartemental pour l’assainissement de l’agglomération parisienne
Das Syndicat interdépartemental pour l’assainissement de l’agglomération parisienne (SIAAP) ist der Abwasserzweckverband des Großraums Paris.
Das SIAAP reinigt in fünf Kläranlagen mehr als 2,5 Millionen Kubikmeter Abwasser am Tag. Das Abwasser stammt von etwa 8,5 Millionen Menschen, die in dem 2000 Quadratkilometer großen Einzugsbereich leben und arbeiten. Das geklärte Abwasser wird der Seine zugeführt.
Das SIAAP wurde 1970 von den Départements Paris, Hauts-de-Seine, Seine-Saint-Denis und Val-de-Marne gegründet. In den Folgejahren haben sich 180 weitere Gemeinden aus den Départements Val-d’Oise, Essonne, Yvelines und Seine-et-Marne angeschlossen.
Die Führung des SIAAP obliegt dem Präsidenten Maurice Ouzoulias und dem Generaldirektor Daniel Duminy. Die politische Kontrolle übt der Verwaltungsrat aus, dem Vertreter der angeschlossenen Gebietskörperschaften angehören. Insgesamt beschäftigt das SIAAP etwa 1700 Mitarbeiter.
Das SIAAP ist mit einem Jahresumsatz von fast einer Milliarde Euro der größte französische Auftraggeber im Umweltbereich. Die Investitionen betreffen vor allem die Modernisierung und Vergrößerung der Kläranlagen, die Instandhaltung der Transportsysteme und den Bau von Regenrückhaltebecken. Aufgrund strengerer EU-Abwassernormen sind die Kosten für die Kläranlagen in den letzten zehn Jahren deutlich angestiegen. Die Finanzierung erfolgt größtenteils über die Wasserrechnung und nur zu einem kleinen Teil über Zuschüsse der öffentlichen Hand.